# Лада иксреј
Лада иксреј (Lada XRAY) је градски кросовер који производи руска фабрика аутомобила АвтоВАЗ од 2016. године.

## Историјат
Први пут је представљен као концептно возило на салону аутомобила у Москви, августа 2012. године. Новија верзија, такође концепт, приказан је на салону у Москви 2014. године. После седан верзије весте, ово је други аутомобил са новом техником и дизајном руског произвођача АвтоВАЗа. У Русији продаја је кренула средином фебруара 2016. године. Производи се у граду Тољати, у Русији.
Заснован је на B0 механичкој платформи коју је развила Рено–Нисан алијанса, слична оној коју користе модели Нисан микра и џук или Дачија логан. Предњи део јако личи на Ладу весту, са упечатљивом маском хладњака и браником у облику стилизованог слова х. Задње светлосне групе подсећају на стоп светла која има Нисан џук.
Произвођач овај модел описује као компактни хечбек у СУВ стилу, који је посебно интересантан због ниске цене и богате опреме. Цена на руском тржишту износи око 7.100 евра за основну верзију, до 8.000 евра у највећем пакету опреме. Као весту, Лада планира да иксреј продаје и на европском тржишту.
На располагању су само три бензинска мотора, 1.6 од (106 и 114 КС) и 1.8 од (122 КС) који може да има роботизовани мануелни мењач са пет степени преноса.

## Галерија
- XRAY концепт
- XRAY концепт
- XRAY концепт